# City of Durham
City of Durham war ein Verwaltungsbezirk mit dem Status einer City in der Grafschaft Durham in England. Er war nach der Stadt Durham benannt, dem Sitz der Verwaltung. Darüber hinaus bestand er aus weiteren Ortschaften, darunter Belmont, Brandon and Byshottles, Cassop-cum-Quarrington und West Rainton.
Der Bezirk wurde am 1. April 1974 gebildet und entstand aus der Fusion des Borough Durham and Framwellgate, des Urban District Brandon and Byshottles und des Rural District Durham. Am 1. April 2009 wurden neben City of Durham alle Dictricts im County Durham im Zuge der Verwaltungsreform abgeschafft und zur Unitary Authority Durham zusammengefasst.
Koordinaten: 54° 47′ N, 1° 35′ W